# Азиатские ценности
«Азиа́тские це́нности» — политическая концепция 1990-х годов, определявшая общие элементы в структуре обществе, культуре и истории стран Юго-Восточной и Восточной Азии. Её целью заявлялось использование общих принципов (например, коллективизма) для объединения людей ради их экономического и социального благополучия; она противопоставлялась европейским идеям о незыблемости прав человека. Концепция поддерживалась Махатхиром Мохамадом (премьер-министром Малайзии с 1981 по 2003 и с 2018 по 2020), Ли Куаном Ю (премьер-министром Сингапура с 1959 по 1990) и другими главами государств Азии. Она часто использовалась недемократическими лидерами для оправдания репрессий против политических оппонентов с помощью заявлений о том, что «права человека не являются частью „азиатских ценностей“».
Популярность концепции пошла на убыль после Азиатского финансового кризиса 1997 года, когда стало очевидно, что в Азии отсутствуют какие-либо институциональные механизмы для борьбы с кризисом.

## Определение
«Азиатские ценности» определялись по-разному. Как правило, определения были связаны с влиянием идей конфуцианства — в частности, с сыновней почтительностью или верностью семье, корпорации и нации; с отказом от личной свободы ради стабильности и процветания в обществе; с академическим и техническим совершенством; с сильной трудовой этикой, совмещаемой с бережливостью.
Сторонники «азиатских ценностей», склонные поддерживать авторитарные правительства китайского типа, утверждают, что эти ценности подходят для азиатского региона больше, чем идеи западных демократий, делающих акцент на личные свободы.
«Азиатские ценности» были кодифицированы и продвигались в Бангкокской декларации 1993 года, которая подчеркнула принципы суверенитета, самоопределения и невмешательства в гражданские и политические права. Они включали в себя:
- отдачу приоритета социальной гармонии;
- заботу о социально-экономическом процветании и коллективном благосостоянии общества;
- проявление лояльности и уважения по отношению к авторитетным лицам;
- предпочтение коллективизму и коммунитаризму.

## История
Исторически единой «азиатской» идентичности не существовало, а популярная в XX веке концепция единой региональной идентичности по географическому признаку не ограничивалась Азией. «Азиатские ценности» приобрели популярность в Китайской Народной Республике, Китайской Республике при Гоминьдане, Малайзии при Махатхире Мохамаде, Сингапуре при Ли Куан Ю, Индонезии, Южной Кореи и Японии (возможно, ещё до Второй мировой войны). На Западе изучение «азиатских ценностей» рассматривалось как способ понять азиатский мир и наладить более тесные связи с регионом.